# Dryopteris montgomeryi
Dryopteris montgomeryi är en träjonväxtart som beskrevs av Fraser-jenk., Widén. Dryopteris montgomeryi ingår i släktet Dryopteris och familjen Dryopteridaceae. Inga underarter finns listade.